# Bahnstrecke Novoli–Gagliano Leuca
| |                      |                                         |                                         |
| Streckenlänge: | 74,2 km              |                                         |                                         |
| Spurweite: | 1435 mm (Normalspur) |                                         |                                         |
| |                      |                                         |                                         |
| \| \| \| von Francavilla Fontana \| \| \| \| 0 \| Novoli \| Novoli \| \| \| \| nach Lecce \| \| \| \| 3,9 \| Carmiano-Magliano \| Carmiano-Magliano \| \| \| 7,5 \| Monteroni di Lecce \| Monteroni di Lecce \| \| \| 12,8 \| Copertino \| Copertino \| \| \| 22,5 \| Nardò Città \| Nardò Città \| \| \| \| von Zollino \| \| \| \| 25,4 \| Nardò Centrale \| Nardò Centrale \| \| \| \| nach Gallipoli \| \| \| \| 28,1 \| Galatone Cità \| Galatone Cità \| \| \| 33,3 \| Seclì-Neviano-Aradeo \| Seclì-Neviano-Aradeo \| \| \| 39,6 \| Tuglie \| Tuglie \| \| \| 42,6 \| Parabita \| Parabita \| \| \| 44,8 \| Matino \| Matino \| \| \| \| von Gallipoli \| \| \| \| 48,7 \| Casarano \| Casarano \| \| \| 55,9 \| Ugento-Taurisano \| Ugento-Taurisano \| \| \| 63,5 \| Presicce-Acquarica \| Presicce-Acquarica \| \| \| 69,4 \| Salve-Ruggiano \| Salve-Ruggiano \| \| \| 71,7 \| Morciano-Castrignano-Barbarano-Giuliano \| Morciano-Castrignano-Barbarano-Giuliano \| \| \| 74,2 \| Gagliano Leuca \| Gagliano Leuca \| \| \| \| nach Maglie \| \| |                      |                                         |                                         |
| Strecke |                      | von Francavilla Fontana                 | von Francavilla Fontana                 |
| Bahnhof | 0                    | Novoli                                  | Novoli                                  |
| Abzweig geradeaus und nach links |                      | nach Lecce                              | nach Lecce                              |
| Bahnhof | 3,9                  | Carmiano-Magliano                       | Carmiano-Magliano                       |
| Haltepunkt / Haltestelle | 7,5                  | Monteroni di Lecce                      | Monteroni di Lecce                      |
| Bahnhof | 12,8                 | Copertino                               | Copertino                               |
| Bahnhof | 22,5                 | Nardò Città                             | Nardò Città                             |
| Abzweig geradeaus und von links |                      | von Zollino                             | von Zollino                             |
| Bahnhof | 25,4                 | Nardò Centrale                          | Nardò Centrale                          |
| Abzweig geradeaus und nach rechts |                      | nach Gallipoli                          | nach Gallipoli                          |
| Bahnhof | 28,1                 | Galatone Cità                           | Galatone Cità                           |
| Bahnhof | 33,3                 | Seclì-Neviano-Aradeo                    | Seclì-Neviano-Aradeo                    |
| Bahnhof | 39,6                 | Tuglie                                  | Tuglie                                  |
| Bahnhof | 42,6                 | Parabita                                | Parabita                                |
| Bahnhof | 44,8                 | Matino                                  | Matino                                  |
| Abzweig geradeaus und von rechts |                      | von Gallipoli                           | von Gallipoli                           |
| Bahnhof | 48,7                 | Casarano                                | Casarano                                |
| Bahnhof | 55,9                 | Ugento-Taurisano                        | Ugento-Taurisano                        |
| Bahnhof | 63,5                 | Presicce-Acquarica                      | Presicce-Acquarica                      |
| Bahnhof | 69,4                 | Salve-Ruggiano                          | Salve-Ruggiano                          |
| Bahnhof | 71,7                 | Morciano-Castrignano-Barbarano-Giuliano | Morciano-Castrignano-Barbarano-Giuliano |
| Bahnhof | 74,2                 | Gagliano Leuca                          | Gagliano Leuca                          |
| Strecke |                      | nach Maglie                             | nach Maglie                             |

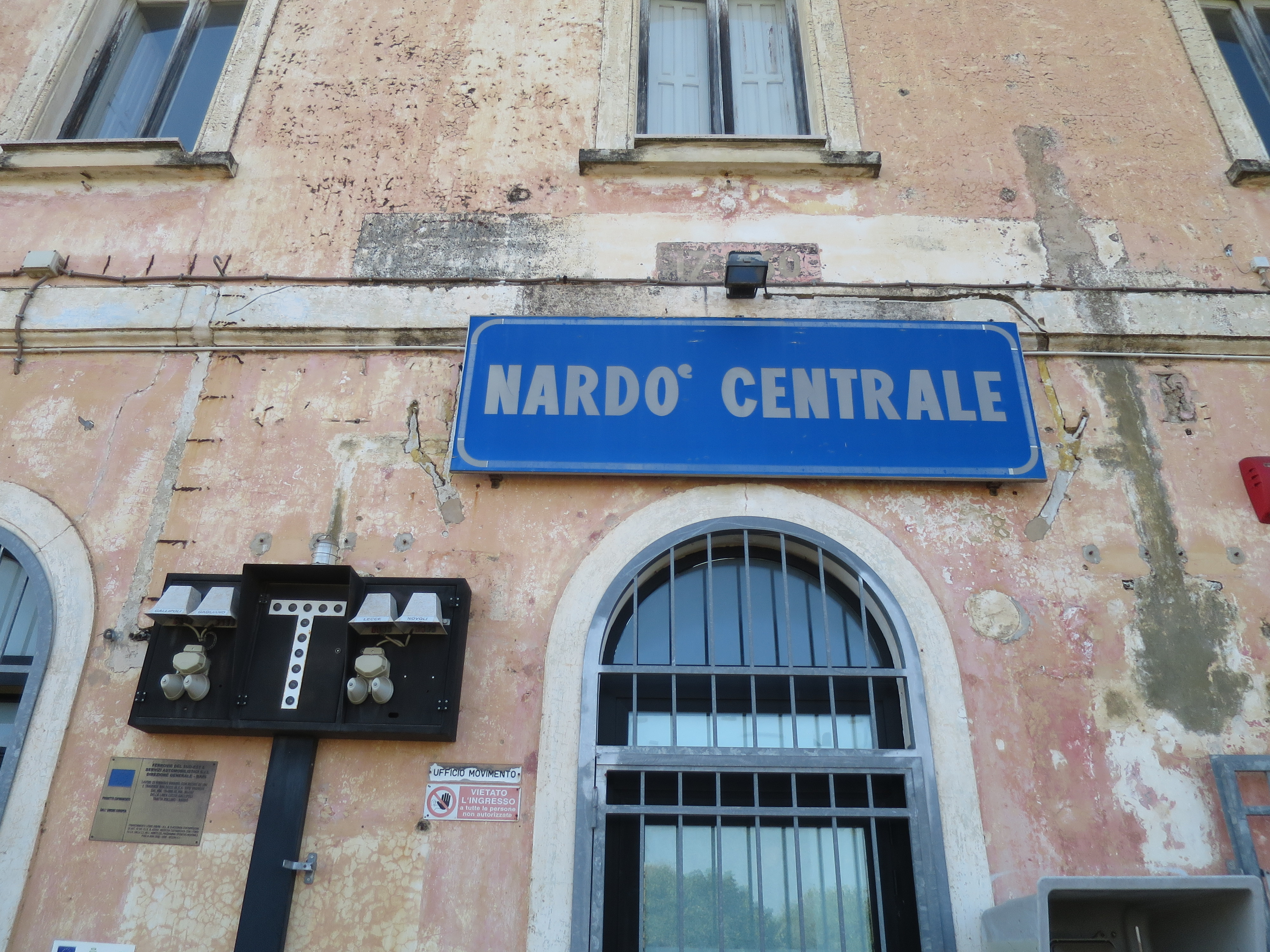
Bahnhof Nardò Centrale mit Zugsicherungsanlage

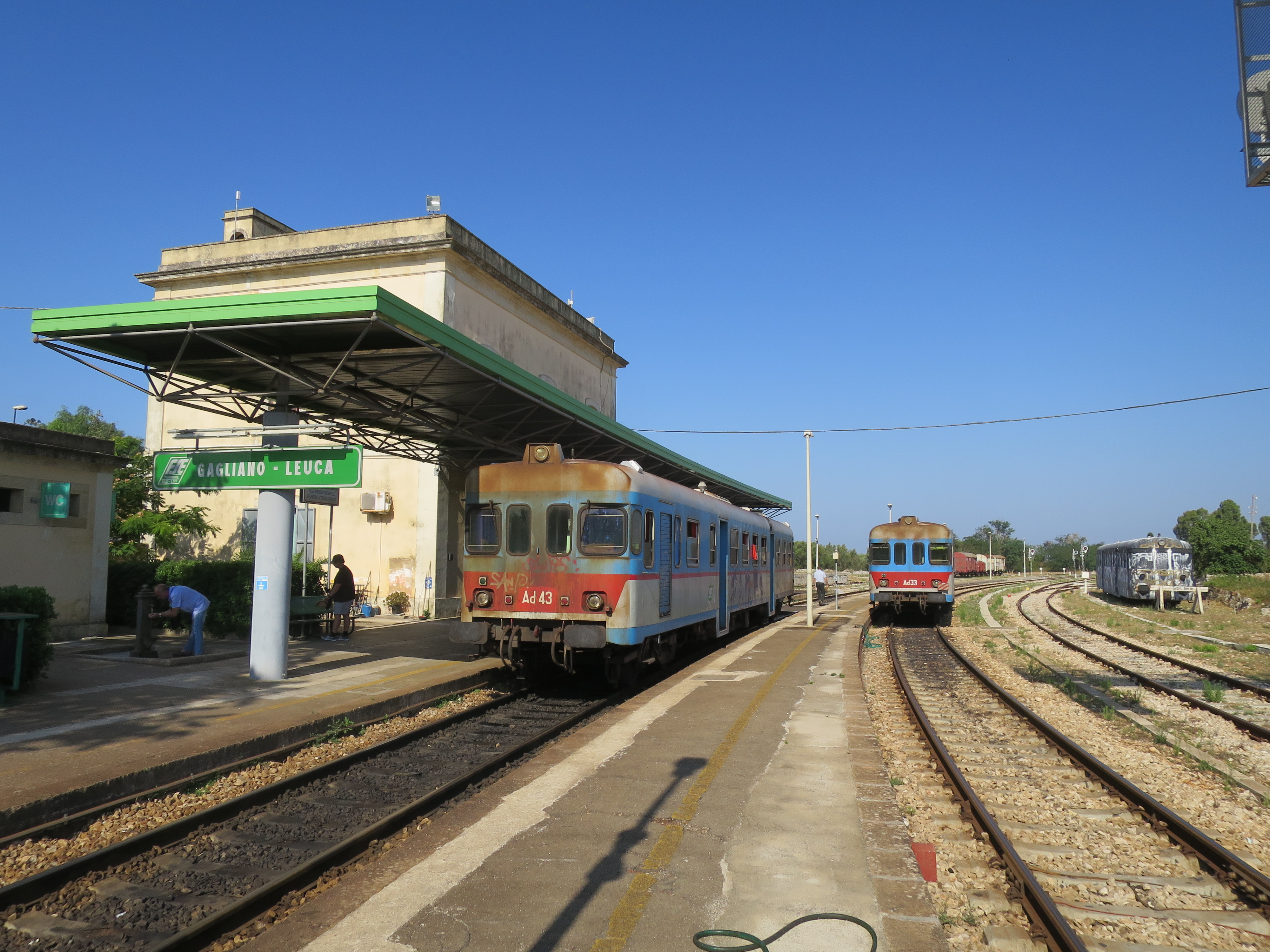
Gagliano Leuca, südlichster Bahnhof Apuliens und zwei Triebwagen der Baureihe Ad

Die Bahnstrecke Novoli–Gagliano Leuca gehört zum Netz der Ferrovie del Sud Est (FSE), die seit 4. August 2016 den Ferrovie dello Stato Italiane (FS) gehören.

## Geschichte
Die heutige Strecke von Novoli über Nardò nach Gagliano Leuca setzt sich historisch aus zwei Abschnitten mit unterschiedlicher Entstehungsgeschichte zusammen:
- Novoli–Nardò Centrale
- Nardò Centrale–Gagliano Leuca

### Ferrovie Salentine
Die Ferrovie Salentine, eine in Apulien regional tätige Eisenbahngesellschaft, errichteten die Strecke Lecce–Francavilla Fontana zusammen mit einer Zweigstrecke vom Novoli nach Nardò Centrale. Eröffnet wurde dieses Netz am 27. Mai 1907. 1911 eröffneten sie zwei Bahnstrecken, die den Süden der apulischen Halbinsel erschlossen. Sie verlängerte dazu die Zweigstrecke. Am 4. November 1911 ging die Verlängerung von Nardò Centrale nach Gagliano Leuca in Betrieb.

### FSE
Ab Herbst 1931 schlossen sich eine Reihe kleiner regionaler Bahngesellschaften in Apulien zu den Ferrovie del Sud Est zusammen. Zu diesen gehörten die Ferrovie Salentine. In der Folgezeit wurde die ursprüngliche Kilometrierung durch die heutige ersetzt.

## Streckenbeschreibung
Die Strecke ist eingleisig, nicht elektrifiziert und 74,2 km lang.
Der Doppelname des Endbahnhofs Gagliano Leuca, in dem die beiden Strecken der Ferrovie Salentine aufeinander trafen (die andere führt nach Maglie), bezieht sich zum einen auf Gagliano del Capo, der Ort, in dem der Bahnhof liegt, zum anderen auf das benachbarte Santa Maria di Leuca, mit einem bekannten Marienheiligtum. Das Empfangsgebäude des Bahnhofs Gagliano Leuca dient unter der Bezeichnung Lastation zugleich als „Kunstbahnhof“ mit einer Ausstellungsfläche für Künstler, die zudem für andere künstlerische Aktivitäten genutzt werden kann.

## Betrieb
Auf der Strecke verkehrt die Linie 3 der FSE, vorrangig mit Triebwagen der Baureihe Ad 31–45, die der Baureihe ALn 668.1900 und 668.1000 der FS entsprechen.